# Elbing, Kansas
Elbing là một thành phố thuộc quận Butler, tiểu bang Kansas, Hoa Kỳ. Năm 2010, dân số của xã này là 229 người.

## Dân số
Dân số các năm:
- Năm 2000: 218 người
- Năm 2010: 229 người